# Pamendanga media
Pamendanga media är en insektsart som först beskrevs av Frederick Arthur Godfrey Muir 1913.  Pamendanga media ingår i släktet Pamendanga och familjen Derbidae. Inga underarter finns listade i Catalogue of Life.